# アイリス (ボタン製造)
株式会社アイリス（英:IRIS CO.,LTD）は、群馬県太田市に本社を置くボタン、アクセサリーなどの服飾資材メーカー。ボタン製造では長く国内最大手であり、国内3割のシェアをもつ。扱うボタンは6000種、色やサイズ等の違いも含めると30万品目に及ぶ。インターネット通販も行っている。アミューズメント・テーマパーク向け雑貨OEM請負を行っている。

## 概要
一般向け日本アパレル製品だけでなく、アメリカや英国、カナダ、イタリア等の海外メジャーブランドにも商品を供給、近年はメイドインジャパン人気で中国アパレルからも多くの取引がある。また既製服だけでなく航空会社や鉄道会社、大手ホテルチェーン、飲食チェーンの制服向け資材や学生服、医療（メディカル）、官公庁向けの資材などあらゆるジャンルに向けた商品の開発製造を行っている。近年は非アパレル向けキャラクター雑貨部門や主力のシリコン素材を使ったネックレス、キッチン雑貨、健康関連商材や医療機器等、非アパレル向けが堅調。また、大型二色成型機による電子、自動車部品事業などもある。

## 沿革
1950年代から射出成形による樹脂製ボタンの製造に取り組む。1948年にボタン（ユリア樹脂）の製造販売を開始後、透明ボタン（スチロール樹脂）、ラスターボタン（ミルクカゼイン樹脂）、ABSボタンなど1960年代はじめからアパレルメーカーを販売対象とし、業績を飛躍させた。1983年、社内に下処理から塗装まで可能なメッキの全行程ラインが完成する。1990年片品工場にシリコン製造工場増設。
1988年、東京にボタンの博物館を開館。大阪で仮開館を経て、2017年11月22日東京日本橋浜町にリニューアルオープンした。常設としては世界で唯一のボタンを取り扱う博物館である。およそ1600点が展示されており、ボタンの美しさや文化、歴史を伝える。
1987年に香港へ進出したのを皮切りに、1991年アイリスフランス（パリ＝現在は解散）、同年大連愛麗絲紐扣有限公司設立。1992年には台湾愛麗絲紐扣有限公司及び、フィリピンアイリス株式会社を設立。1994年には上海事務所を開設した。同年海外営業部が発足、2002年には深圳事務所、2005年にはソウル事務所を開設。2007年にはニューヨーク事務所を開設に加え、バングラデシュIRISを設立し、グループ企業による海外展開を行なっている。天然素材を用いたボタン製造に注力しており、カゼインを用いる製品などを開発した。
他方、1990年代以降は「脱ボタン」を掲げ、樹脂成型の技術を生かして事業領域を広げており、インクジェットプリンターのカートリッジや防水携帯電話の外装なども手がける。1980年1月未来営業部を発足後、1990年にはNB営業部に名称を変え、たれぱんだなどのキャラクターグッズを手がけた。2022年現在まで大手テーマパーク向け、100円ショップ市場向け非アパレル雑貨部門として開発製造を行っている。
1994年地球環境問題に積極的に取り組む姿勢を明確にし、株式会社エコログ・リサイクリング・ジャパン資本参加。同年大成プラス株式会社に資本参加。ユーエステクノロジーファーイーストへ資本参加。マリンディベロップメント株式会社設立（＝現在は解散）。
2004年蘇州工場内にシリコン製造ライン増設。スポーツ選手向けネックレス、ブレスレットの受託製造開始。
2014年ドイツFIDLOCKの日本総代理店としてライセンス取得し販売開始。2017年11月健康・美容用品などを取り扱う『IRISライフ』を立ち上げる。2018年太田市美術館にて『愛でるボタン展〜アイリスのボタンづくり〜』開催。2020年フィリピン工場内にシリコン製造ライン増設、磁気ネックレス等の製造を開始。2022年、香港アイリス、片品工場にてGRS認証取得。
自社通販サイトにて、小売販売も開始。

## 本社所在地

### 本社工場
群馬県太田市末広町554-1

### 東京本社
東京都千代田区東神田3-5-11

## 事業内容
- ボタン、アクセサリーなどの服飾資材
- 室内装飾品（フォトフレームなど）
- ファンシー・ホビー商品
- 異材質結合関連商品、エラストマー加工品、プラスチック精密加工品
- 金型の設計・製造

## 海外展
1991年　イタリア ピアツェンツァで開催のSIBA展に出展。
2009年　中国上海で開催されるインターテキスタイル上海展に初出展、その後継続出展
2014年　フランスパリで開催される世界最大のアパレル資材見本市　プルミエール・ヴィジョンに出展、その後継続出展
2017年　ドイツミュンヘンで開催されるISPO展に初出展、その後継続